# Сан Приско
Сан Прѝско (на италиански: San Prisco) е град и община в Южна Италия, провинция Казерта, регион Кампания. Разположен е на 48 m надморска височина. Населението на общината е 12 198 души (към 2010 г.).